# Сок Хён Джун
Сок Хён Джун (кор. 석현준, новая романизация: Suk Hyunjun; родился 29 июня 1991 года, Чхунджу, провинция Чхунчхон-Пукто) — южнокорейский футболист, нападающий. Выступал за сборную Южной Кореи.

## Клубная карьера
В сентябре 2009 года Сок находился на просмотре в амстердамском «Аяксе». Высокорослый форвард хорошо себя проявил в команде, и уже в начале октября амстердамцы заключили с игроком контракт до 30 июня 2011 года, клуб также получил возможность продлить контракт ещё на один год. Подписанное соглашение начинало действовать лишь с 1 января 2010 года.
3 февраля Хён Джун дебютировал в чемпионате Нидерландов, отыграв 12 минут в матче против керкрадской «Роды», завершившемся крупной победой «Аякса» со счётом 4:0. Две недели спустя, 18 февраля, Сок сыграл в Лиге Европы УЕФА, на домашнем стадионе «Аякс» встретился с итальянским «Ювентусом». В матче корейский нападающий появился в конце второго тайма, когда «Аякс» уступал со счётом 1:2. Уже первым касанием мяча Хён Джун мог сравнять счёт в игре, однако он не смог замкнуть навес головой. В итоге, амстердамцы потерпели поражение в первом матче 1/16 финала кубка.
27 июня 2011 года подписал двухлетний контракт с клубом «Гронинген».
Во время зимнего трансферного окна 2013 года перешёл в португальский клуб «Маритиму». В чемпионате Португалии дебютировал 27 января в матче против «Риу Аве», выйдя на замену. Встреча завершилась вничью — 1:1. 10 февраля Сок забил свой первый гол за «Маритиму» в гостевом матче со «Спортингом». В оставшейся части сезона нападающий сыграл 14 матчей в чемпионате и забил 4 гола.
В июле 2013 года стал игроком клуба «Аль-Ахли» из Саудовской Аравии. По словам президента «Маритиму», этот трансфер был выгоден обеим сторонам. В новой команде он впервые сыграл 21 августа в матче Лиги чемпионов АФК против южнокорейского «Сеула». Три дня спустя дебютировал в Саудовской Премьер-лиги и забил гол в ворота «Аль-Фейсали». В дебютном сезоне кореец провёл в чемпионате четырнадцать игр, забив в них 2 гола.
Летом 2014 года нападающий вернулся в Португалию и подписал четырёхлетний контракт с клубом «Насьонал» из города Фуншал.
12 января 2015 года перешёл в другой португальский клуб «Витория ди Сетубал».
С 15 января 2016 года являлся игроком «Порту». Летом 2017 года перешёл на правах аренды во французский клуб «Труа». 1 июня 2018 года «Труа» объявил о решение активировать опцию выкупа 26-летнего нападающего, с которым заключён полноценный контракт до 2021 года.

## Сборная Южной Кореи
Сок выступал за молодёжную сборную Южной Кореи, а в главной команде страны дебютировал 7 сентября 2010 года во время товарищеского матча с Ираном, появившись на замену в середине второго тайма вместо полузащитника Ли Чхон Ёна.

## Достижения
«Аякс»
- Чемпион Нидерландов: 2010/11
- Обладатель Кубка Нидерландов: 2009/10